# Armadura (Keyser)
Armadura és una pintura a l'oli realitzada probablement l'any 1926 per l'artista Ragnhild Keyser (1889-1943), es troba en la col·lecció del Museu Nacional d'Art, Arquitectura i Disseny d'Oslo pel que va ser adquirit l'any 1977 (Inv. NG.M.03145). Les dimensions de la pintura són 109,5 × 50 centímetres.
Ragnhild Keyser va ser un dels pintors abstractes més importants de la pintura nòrdica a la dècada de 1920, encara que en els seus principis es va inclinar més cap al moviment cubista. S'havia inspirat, entre altres artistes, d'André Lhote i Fernand Léger a París, on va romandre de 1920 a 1935. Va realitzar les seves obres més importants durant els anys 1925-1927. A través de les seves obres ha entrat a la història de l'art noruec del segle xx.
Armadura està realitzada amb pintura per contrast energètic entre el punt de color vermell amb el blanc, amb formes d'estructures i superfícies que semblenexpressar l'era de la indústria i la tecnologia.